# William Simms
William Simms, angleški optik in izdelovalec inštrumentov, * 7. december 1793, Birmingham, Anglija, † 21. junij 1860, Carshalton, grofija Surrey, Anglija.

## Življenje in delo
Industrijska revolucija v 18. stoletju je poleg velikih družbenih sprememb izzvala zaradi svojih potreb razvoj tehnike in naravoslovja, ter tudi razvoj astronomije. Prinesla je izboljšave inštrumentov ter ustanavljanje observatorijev in inštitutov. Podjetja Ramsden in Cary, Troughton in Simms v Angliji, Repsold v Hamburgu in Reichenbach v Münchnu, ki so jih ustanovili v začetku 19. stoletja, so izdelovala vedno bolj točne inštrumente, najprej za astronomsko navigacijo, potem pa tudi velike inštrumente za potrebe observatorijev. Te delavnice so začele izdelovati velike pasažne inštrumente z natančnimi krogi za merjenje deklinacije, imenovane meridijanski krogi, ki so takrat predstavljali vrhunski dosežek astronomskih inštrumentov. Opremljeni so bili z noniji, pozneje pa z mikrometrskimi mikroskopi, tako da so omogočali meritve deklinacije na 0,4 ločne sekunde. Po letu 1844 so iz ZDA prevzeli postopek, da so zapisovali prehode zvezd za navpičnimi nitmi z električno tipko na elektromagnetni kronograf. S tem se je tudi merjenje rektascenzij postopoma približalo natančnosti 0,1 s.
Simms in Edward Trougton (1756-1835) sta leta 1826 ustanovila podjetje Troughton & Simms. Točni inštrumenti te družbe so pritegnili kupce s celega sveta. Simms je imel okoli leta 1850 ločljivost svojih inštrumentov in točnost lege nebesnih teles že približno 0,075", kar je mejnik v zgodovini astronomije.
Njegova družina in še posebej sin James so nadaljevali njegovo delo izdelovanja inštrumentov.

## Osmrtnice
- v angleščini:
- MNRAS 67 (1907) 237
- Obs 30 (1907) 108; Popravek:Obs 30 (1907) 146